# Ten Inch Hero
Ten Inch Hero é uma comédia romântica lançada em 2007. O filme foi dirigido por David Mackay e escrito por Besty Morris.

## Sinopse
O enredo do filme centra-se na jovem estudante Piper que se muda para Santa Cruz para encontrar a sua filha que deu para adopção 6 anos antes. Ela arranja um emprego numa loja de sandes local e conhece os restantes empregados: Jen, uma jovem tímida, mas bondosa que tem um romance na Internet com um estranho conhecido como Fuzzy22, mas tem medo de o conhecer em pessoa. Tish é uma ruiva extrovertida que tem um homem novo todas as noites e não se quer apaixonar porque acha que isso é demasiado arriscado. Priestly é um gótico de espírito livre que usa o humor para esconder os seus próprios sentimentos e emoções. O dono da loja é Trucker, um hippie dos anos 60 que está apaixonado por Zo, a mulher misteriosa e dona da loja do outro lado da rua.
No seu primeiro dia, Piper vê a sua filha Julia com o seu pai, Noah, na praia. Os três conhecem-se e Piper apresenta-se como Anna para que Noah não se lembre do seu nome do processo de adopção. Ela descobre que Julia também desenha, tal como Piper e quando se voltam a encontrar na biblioteca, Julia pede a Piper para ela ser a sua explicadora. À medida que passa algum tempo com Julia e Noah, Piper pergunta-se o que terá acontecido à mãe adoptiva. Entretanto Tish conhece Tad, com quem tem um caso até descobrir que Tad tinha planeado ter um ménage à trois com ela e o seu melhor amigo Brad. Tish recusa-o e Ted empurra-a contra a cómoda e foge. Fuzzy22 pede a Jen que se encontrem e ela concorda. Tish e Piper vão com ela para o caso de Fuzzy22 não ser a pessoa que diz ser. Antes da viagem, Noah convida Piper para um encontro, algo que ela aceita fazer, mas acaba por lhe dizer que tem algumas coisas para lhe contar. Eles falam sobre a mulher de Noah que vive no Estado, mas não está autorizada a falar com a filha até esta ter 18 anos porque a mãe adoptiva sofreu de depressão pós-parto e agrediu Julia no processo. É aí que Piper descobre que Julia não é adoptada e que Noah e a sua ex-mulher são os pais biológicos dela. Ela foge transtornada deixando Noah confuso.
No dia seguinte Piper, Tish e Jen embarcam numa viagem para conhecer Fuzzy22, mas depois de chegarem ao ponto de encontro e Jen vê que ele é muito bonito ela foge e diz a Tish e Piper que alguém como Fuzzy22 nunca iria gostar de alguém como ela e que elas não sabem o que é ser ignorada por não se ser bonita. As duas amigas tentam convencer Jen a voltar e a encontrar-se com ele, ela recusa-se e elas voltam a Santa Cruz. Tish continua a ser incomodada por Tad e este agride-a quando ela o acusa de ser gay. Priestley aparece em defesa de Tish, assim como Trucker que revela ter habilidades de luta profissionais. Depois admite que nunca foi um hippie que foi ao Woodstock, mas que foi antes para a guerra onde aprendeu as suas capacidades de luta. Ele finalmente ganha coragem e pede a Zo para sair com ele e esta aceita.
Piper e Noah falam outra vez, ele perdoa-a por ter mentido e pergunta-lhe se ela ainda quer ser da família. Na loja um sem-abrigo entra e diz a Jen que a acha muito bonita e que ela é tudo o que ele esperava dela. Ele tira o seu disfarce e revela que é o Fuzzy22. Priestly convenceu-o a ir à loja. Mais tarde Priestly pede a Tish para sair com ele depois de lhe ter dado alguns sinais de que estava interessado nela. O filme acaba com todos os novos casais na praia.

## Elenco
- Jensen Ackles....Priestly
- Elisabeth Harnois....Piper
- Sean Patrick Flanery....Noah
- Danneel Harris....Tish
- Sean Wing .... Tad
- Clea DuVall....Jen
- John Doe....Trucker
- Alice Krige....Zoh

## Produção e distribuição
Ten Inch Hero foi filmado em três semanas. Apesar de o enredo decorrer em Santa Cruz, foi maioritariamente filmado no sul da Califórnia numa loja de sandes em San Pedro e numa praia privada.
O filme chegou a estrear em alguns festivais de cinema norte-americanos, mas não teve distribuição. Foi lançado directamente em DVD pela Blockbuster em 2009.